# Louin
Louin – miejscowość i gmina we Francji, w regionie Nowa Akwitania, w departamencie Deux-Sèvres.
Według danych na rok 1990 gminę zamieszkiwało 795 osób, a gęstość zaludnienia wynosiła 39 osób/km² (wśród 1467 gmin regionu Poitou-Charentes Louin plasuje się na 387. miejscu pod względem liczby ludności, natomiast pod względem powierzchni na miejscu 384.).